# Humboldt River (vattendrag i Australien)
Humboldt River är ett vattendrag i Australien. Det ligger i delstaten Tasmanien, i den sydöstra delen av landet, omkring 56 kilometer väster om delstatshuvudstaden Hobart.
I omgivningarna runt Humboldt River växer i huvudsak städsegrön lövskog. Trakten runt Humboldt River är nära nog obefolkad, med mindre än två invånare per kvadratkilometer. Genomsnittlig årsnederbörd är 1 164 millimeter. Den regnigaste månaden är september, med i genomsnitt 142 mm nederbörd, och den torraste är februari, med 49 mm nederbörd.